# Lanthan
Lanthan (tiếng Latinh: Lanthanum) là một nguyên tố hóa học với ký hiệu La và số nguyên tử 57.

## Đặc trưng

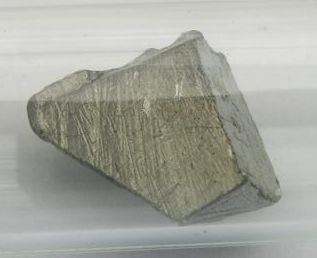
Lanthan.

Lanthan là kim loại màu trắng bạc, thuộc về nhóm 3 trong bảng tuần hoàn và là nguyên tố thuộc nhóm Lanthan. Nó được tìm thấy trong một số khoáng vật đất hiếm, thường trong tổ hợp với xeri và các nguyên tố đất hiếm khác. Lanthan dẻo, dễ uốn và mềm đủ để cắt bằng dao. Nó là một trong những kim loại đất hiếm hoạt động hóa học mạnh nhất. Nó phản ứng trực tiếp với cacbon, nitơ, bor, selen, silic, phosphor, lưu huỳnh, các halogen. Nó bị oxy hóa nhanh khi lộ ra ngoài không khí. Nước lạnh tấn công lanthan chậm nhưng nước nóng thì phân hủy nó nhanh hơn nhiều.

## Lịch sử
Lanthan được nhà hóa học người Thụy Điển là Carl Gustav Mosander phát hiện năm 1839, khi ông phân hủy một phần mẫu nitrat xeri bằng nhiệt và xử lý muối thu được bằng acid nitric loãng. Từ dung dịch nhận được, ông cô lập ra một nguyên tố đất hiếm mới mà ông gọi là lanthana. Lanthan được cô lập ở dạng tương đối tinh khiết vào năm 1923.
Từ lanthan có nguồn gốc từ tiếng Hy Lạp λανθανω [lanthanō] = nằm ẩn nấp.
Lanthan có tính base mạnh nhất trong số các nguyên tố nhóm lanthan hóa trị 3, và tính chất này là cái cho phép Mosander cô lập và tinh chế các muối của nó. Việc chia tách theo tính base thực hiện trong công nghiệp là kết tủa phân đoạn của các base yếu (chẳng hạn didymi) từ dung dịch nitrat bằng cách bổ sung oxide magnesi hay khí ammoniac. Lanthan đã tinh chế còn tồn lại trong dung dịch. (Các phương pháp dựa trên độ base chỉ thích hợp cho việc tinh chế lanthan; didymi không thể chia tách tiếp có hiệu quả theo kiểu như thế này.) Kỹ thuật thay thế là kết tinh phân đoạn do Dimitry Ivanovich Mendeleev phát hiện ra, trong dạng nitrat amoni tetrahydrat kép, được ông sử dụng để tách lanthan hòa tan ít hơn từ didymi hòa tan nhiều hơn trong thập niên 1870. Hệ thống này được sử dụng ở quy mô thương mại trong tinh chế lanthan cho đến khi có sự phát triển phương pháp chiết tách bằng dung môi trên thực tế vào cuối thập niên 1950. (Quy trình chi tiết sử dụng các nitrat amoni kép để cung cấp 4N chi lanthan tinh khiết, cô đặc neodymi và praseodymi được trình bày trong Callow 1967, vào thời gian khi quy trình này đã là lỗi thời.) Khi vận hành để tinh chế lanthan, các nitrat amoni kép được tái kết tinh từ nước. Khi sau này được Carl Auer von Welsbach làm thích ứng để chia tách didymi, acid nitric được sử dụng làm dung môi để hạ thấp độ hòa tan của hệ thống. Lanthan là tương đối dễ tinh chế, do nó chỉ có một nguyên tố nhóm Lanthan nằm cận kề là xeri, mà bản thân nguyên tố này cũng tương đối dễ loại bỏ do hóa trị 4 tiềm năng của nó.

## Ứng dụng
Các ứng dụng của lanthan có:
- Các ứng dụng chiếu sáng cacbon, đặc biệt trong ngành sản xuất phim để chiếu sáng xưởng phim.
- Lanthan(III) oxide (La2O3) cải thiện độ kháng kiềm của thủy tinh và được dùng chế tạo các loại kính quang học đặc biệt, như:
  - Kính hấp thụ tia hồng ngoại.
  - Các thấu kính cho camera và kính thiên văn, do có chiết suất cao và độ tán sắc thấp.
- Một lượng nhỏ lanthan thêm vào thép sẽ cải thiện độ dát mỏng, khả năng chịu va chạm và độ dẻo của nó.
- Một lượng nhỏ lanthan thêm vào sắt hỗ trợ cho việc sản xuất gang cầu.
- Một lượng nhỏ lanthan thêm vào molypden làm giảm độ cứng của kim loại này và giảm độ nhạy cảm của nó đối với các thay đổi về nhiệt độ.
- Một lượng nhỏ lanthan có trong nhiều sản phẩm dùng cho bể bơi để loại bỏ các muối phốtphat nhằm loại bỏ tảo.
- Mischmetal, một hợp kim tự cháy được sử dụng làm đá lửa trong các bật lửa, chứa 25-45% lanthan.
- Lanthan(III) oxide và lanthan hexaborua được sử dụng trong các ống chân không như là các vật liệu cho catôt nóng với độ bức xạ điện tử mạnh. Các tinh thể lanthan hexaborua (LaB6) được sử dụng trong các nguồn bức xạ nhiệt điện tử có độ sáng cao, tuổi thọ dài cho các kính hiển vi điện tử quét (SEM).
- Trong các điện cực hàn hồ quang wolfram khí (GTAW), để thay thế cho thori có tính phóng xạ.
- Các hợp kim xốp hiđrô có thể chứa lanthan. Chúng có khả năng lưu giữ hiđrô tới 400 lần thể tích của chính chúng theo một quy trình hút bám thuận nghịch.
- Làm chất xúc tác cho cracking dầu mỏ.
- Sợi măng sông cho các loại đèn măng sông.
- Vật liệu đánh bóng đá và thủy tinh.
- Xác định niên đại phóng xạ La-Ba các loại đá và quặng.
- Cacbonat lanthan được sử dụng trong y học như là tác nhân liên kết phốtphat để điều trị bệnh thừa phốtphat. Xem chi tiết tại phần Vai trò sinh học.
- Nitrat lanthan được dùng chủ yếu trong các loại thủy tinh đặc biệt, xử lý nước và chất xúc tác.
- Xeri hoạt hóa bằng bromide lanthan là chất phát sáng nhấp nháy vô cơ gần đây có sự kết hợp của năng suất phát sáng cao và độ phân giải năng lượng tốt nhất.
- Tương tự như enzym peroxidaza cải ngựa (HRP), lanthan được dùng như là chất dò vết dày dặc điện tử trong sinh học phân tử[3].

## Vai trò sinh học
Lanthan không có vai trò sinh học nào đã biết. Nguyên tố này không được hấp thụ bằng đường miệng và khi được tiêm vào thì việc loại bỏ nó diễn ra rất chậm. Cacbonat lanthan đã được chấp thuận như là dược phẩm (Fosrenol®, Shire Pharmaceuticals) để hấp thụ phốtphat dư thừa trong các trường hợp suy thận giai đoạn cuối. Một vài chloride đất hiếm, như chloride lanthan (LaCl3), được biết là có khả năng chống đông máu.
Trong khi lanthan có một số hiệu ứng dược học đối với một vài kênh ion và thụ thể, đặc trưng của nó đối với thụ thể GABA là duy nhất trong số các ion hóa trị hai. Lanthan tác động vào cùng một khu vực điều chỉnh trên GABAR, giống như kẽm - một tác nhân điều chỉnh không gian và độ hoạt động âm tính. Nhưng các cation lanthan La3+ là tác nhân điều chỉnh không gian và độ hoạt động dương tính tại các thụ thể GABA bẩm sinh và tái tổ hợp, làm tăng thời gian mở kênh và giảm sự nhạy cảm ở phụ nhóm cấu hình phụ thuộc kiểu.

## Phổ biến

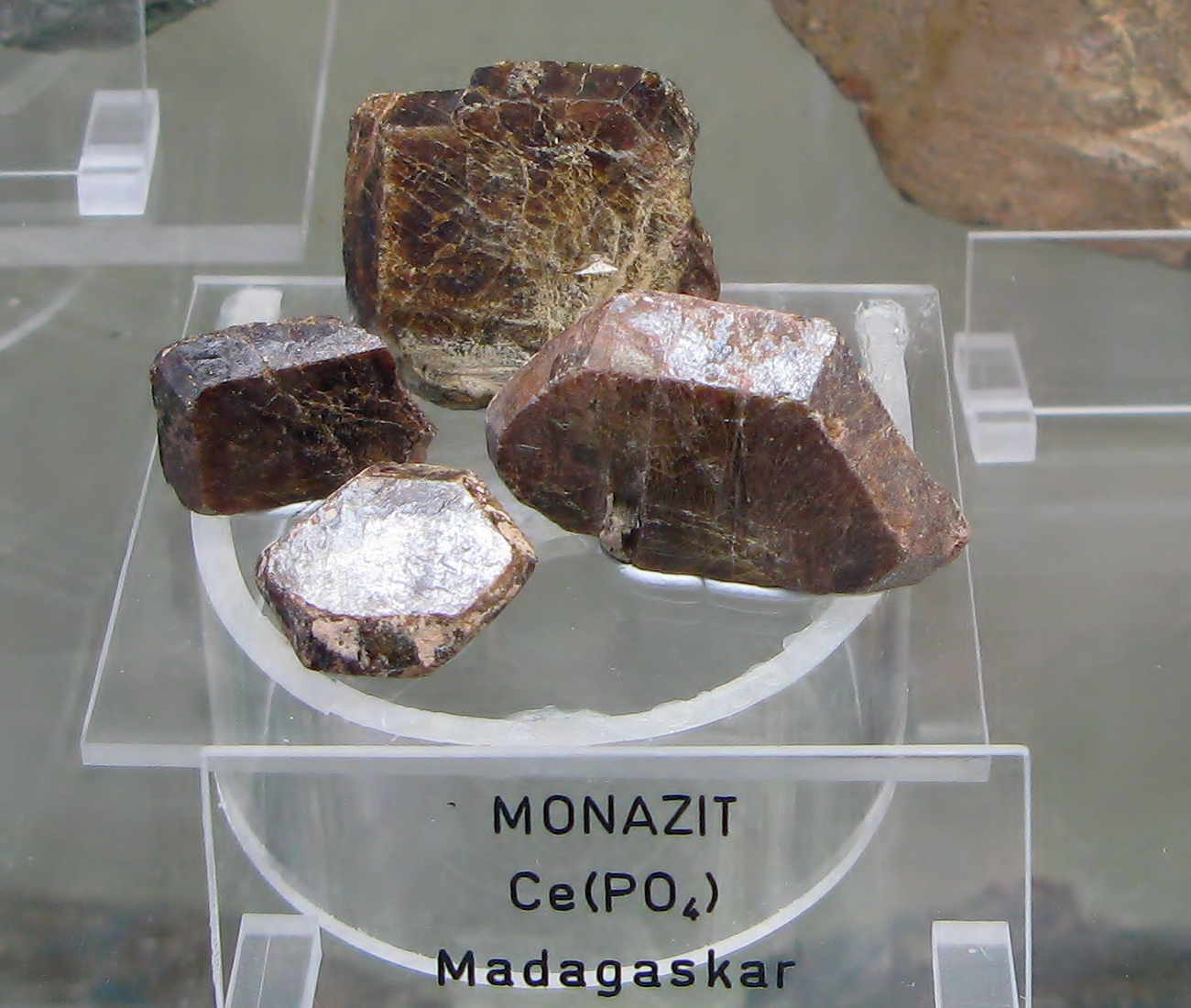
Quặng Monazit

Mặc dù lanthan thuộc về nhóm các nguyên tố hóa học gọi là các kim loại đất hiếm, nhưng nó lại không hiếm. Lanthan có sẵn với lượng tương đối lớn (32 ppm trong lớp vỏ Trái Đất). Các loại "đất hiếm" có tên gọi như vậy là do chúng là hiếm so với các loại đất "thông thường" như đá vôi hay magnesia, và do trước đây người ta chỉ biết đến một ít trầm tích.
Monazit (Ce, La, Th, Nd, Y)PO4 và bastnasit (Ce, La, Y)CO3F là các loại quặng chủ yếu trong đó chứa lanthan, tính theo tỷ lệ phần trăm thì tới 25-38% trong hàm lượng các nguyên tố nhóm Lanthan. Lanthan nói chung được làm giàu từ bastnasit chứ không phải monazit, trong các bể tinh lọc quặng quy mô thương mại. Cho tới năm 1949, bastnasit vẫn còn là khoáng vật hiếm và vô danh, thậm chí người ta còn không dự tính xa về nó như là nguồn thương mại tiềm năng để sản xuất các nguyên tố nhóm lanthan. Trong năm đó, lượng trầm tích lớn tại núi Pass, California (cạnh khu bảo tồn quốc gia Mojave) đã được phát hiện. Phát hiện này báo cho các nhà địa chất về sự tồn tại của một lớp mới các trầm tích đất hiếm, các đất hiếm chứa florocacbonat, mà sau này người ta tìm thấy ở nhiều nơi, như ở châu Phi và Trung Quốc.
Xem thêm Thể loại:Khoáng vật lanthanua

## Đồng vị
Lanthan nguồn gốc tự nhiên là hỗn hợp của một đồng vị ổn định (La139) và một đồng vị phóng xạ (La138), với đồng vị ổn định chiếm nhiều nhất (99,91%). Ngoài ra, 38 đồng vị phóng xạ khác cũng được nêu đặc trưng với ổn định nhất là La138 có chu kỳ bán rã 105×109 năm, và La137 (60.000 năm). Các đồng vị còn lại có chu kỳ bán rã nhỏ hơn 24 giờ, trong đó đa phần có chu kỳ bán rã dưới 1 phút. Nguyên tố này có 3 đồng phân hạt nhân.
Các đồng vị của lanthan có nguyên tử lượng nằm trong khoảng từ 117 (La117) tới 155 (La155).

## Phòng ngừa
Lanthan có độc tính từ thấp tới vừa phải và phải cẩn thận khi tiếp xúc với nó. Ở động vật, việc tiêm dung dịch chứa lanthan sẽ sinh ra bệnh tích lũy đường trong máu, huyết áp thấp, thoái hóa lá lách và biến đổi bất thường ở gan.